# با شين
يو با شين (من مواليد 1914 في يواركوك، بينمانا) هو عقيد ومؤرخ مشهور كان عضوًا في لجنة تاريخ ميانمار ومجلس الشؤون الدينية الإسلامي.

## العائلة
وكان والدا با شين هم يو هاين وداو ياو يين. وأمه داو خين ماي غي وهي مُحاضِرة في قسم علم الحيوان، جامعة يانغون. حصل با شين على بكالوريوس الآداب (مرتبة الشرف)، في تخصص النقش والتاريخ الشرقي من جامعة يانغون.

## المهنة

### التعليم
عمل في الفترة من 1935 إلى 1940، تحت إشراف البروفسور غوردون هـ لوسي في جامعة رانغون الشرقية في قسم التاريخ البورمي. أجرى أبحاثًا في الصين وميانمار عن العلاقات الصينية و الميانمارية في عهد القرون الوسطى وتاريخ النقوش الصينية الميانمارية. في عام 1940 تمت ترقيته إلى مدرس مساعد في القسم الذي عمل فيه.

### الجيش
خلال الاحتلال الياباني، كان با شين موظف أكاديمي في منظمة الشباب الآسيوية. كما عمل موظف تعليم في جيش الدفاع البورمي.  في وقت لاحق، أصبح مقدم في الفرقة العسكرية (4) في جيش بورما. نشر صحيفة «تين 4» (الفرقة العسكرية الرابعة) وكتب كتابًا للجنود وسماه التاريخ الاقتصادي الأوروبي، وشرح فيه ظهور الرأسمالية.
كما أنه كتب كتاب تاريخ الجيش البورمي الذي نشر في 4 يناير 1948، يوم الاستقلال في بورما. وقد أدرجت وزارة التعليم الكتاب في المنهج الدراسي للمرحلة الثانوية. أثناء خدمته في الجيش، كتب مقالات عسكرية وثقافية وتاريخية في مجلة نيتا لون (القلب العسكري) ومجلات مياوادي. وكتب أيضًا مقالات عن الأطفال في مجلة خا لاي (الأطفال) وصحيفة ليت أوف ميانمار. كتب مقالات عسكرية في مجلة التربية العسكرية. عمل في جيش ميانمار حتى عام 1956.

### بعد الحرب
بعد الحرب، عمل في مكتب الحرب قائد ضابط في مكتب السجلات لجيش بورما. وعين لاحقًا في الملحق العسكري البورمي في لندن، المملكة المتحدة حيث التقى هناك مع باحثين ومؤرخين دوليين.

## الأعمال البحثية
في 1957، انضم با شين إلى اللجنة التاريخية لبورما كمترجم. وقد كتب العديد من الأبحاث البحثية بالإنكليزية ولميانمارية في نشرة اللجنة التاريخية لبورما، كما كتب العديد من المقالات عن المجموعات العرقية والإثنية في ميانمار لموسوعة ميانمار. كتبعن لاوكاثيكبان باللغة الإنجليزية ولميانمارية وهي الفترة التي سبقت أنوراتا. وكان من واجباته القيام بدراسات وبحوث مفصلة عن تاريخ البورمي من 1300-1752.
عمل مع البروفيسور لوسي لفترة طويلة جدًا في باغان في معابد كابار غو بيوك باغودا، الذي بناه راجا كومار (يازاكومار، ابن كيانزيثا) في عام 1113 م. ونشرت أبحاثهم في مجلة بورمي هيستيون كوميسيون جورنال المجلد 2 في عام 1961 من صفحة 227 إلى 416. ليس فقط عن الخلفية التاريخية للمعابد، بل عن الهندسة المعمارية، والكتب المقدسة البوذية وعن جميع النقوش الحجرية مع الترجمات لتلك النقوش. كذلك قام بمقارنة كاملة بين الكتب المقدسة البوذية المختلفة التي وجدت في باغان القديمة. وقد ذكرت الدراسات القديمة مون وأوسترو اللغات الآسيوية والقواعد النحوية ولهجاء.
كان شخص مهم في الفريق، الذي كان قد أجرى دراسات مقارنة للغة السنسكريتية ولغة بالي ولغة ومون القديمة. وأشاد البروفيسور لوسي بامساهمات با شين في التعديلات التي لا تقدر بثمن على مدى ثلاثين عامًا من البحث. وعلق لوسي حتى أن با شين قد صحح أخطائي المهملة.

## الصحافة
منذ أن كان في الجامعة، كان نشطًا في الصحافة. كان مراسلًا لمجلة يوداثان (جودسون) في كلية ميانمار ألين (ليت اوف ميانمار) وفي صحيفة الثريا (الشمس).
كتب في عام 1937 كتابًا بعنوان «خيت ثيت مارغا» (موديرن ثا غيار مين أو ساكيا) عن إعادة بناء القرى الريفية.
وكتب في مجلة يوداثان (جودسون) الكلية وكان محرر القسم البورمي. كان رئيس تحرير مجلة موسكيتو المكتوبة بخط اليد.
في عام 1939، كتب مقالًا عن تحديث القرى الريفية البورمية مع الدكتور ثار سينغ والدكتور أندراب.
كتب مقالات في مجلة بيانيا باديثار التي نشرتها مديرية التربية الجامعية. كما كتب مقالات في المجلات التي نشرتها جامعة رانجون للفنون والعلوم، ومجلة الأدب البورمية الجامعية، ومجلة علم الحيوان، ومجلات طلاب البورميون المسلمون الجامعيون، ومجلة نغو تاري، ومجلة بينيار تازونغ، ومجلة يومية عمل (الإنجليزية والبورمية).
كان تاريخ ميانمار في وقت مبكر آخر مقال كان لا يزال يكتب عنه في لجنة تاريخ ميانمار. المقالة الأخيرة التي انتهى إليها كانت ميانمار قبل أنوراتا، نشرت في أقسام، في مجلة بينار تازونغ من يونيو إلى نوفمبر 1968. ومع ذلك، وقال انه لا يمكن الانتهاء من الجزء الثاني من هذا الكتاب،(كتاب باغان عصر ميانمار)..
كمسلم، شغل منصب الأمين العام في مجلس الشؤون الدينية الإسلامي الميانماري حتى وفاته في 7 يناير 1970، في الساعة 05.50 مساءًا بسبب معاناته من مرض القلب.

## الدين واللغات
كان با شين مسلمًا بورميًا. ويمكنه أن يتكلم بجميع لغات الأقليات الإثنية في ميانمار. كما يمكن أن يتكلم لغة مون خمار والتبت باما والتايلاندية والصينية والعديد من لهجات اللغة الهندية. حتى أنه يمكن أن يفهم البورمية القديمة واللغات القديمة الأخرى. على الرغم من أنه كان مسلما، كان يجيد لغة بالي وخاصة الأدب البوذي المكتوب في بالي.

## الروابط الخارجية
- Myanmar Muslim Information Centre(MMIC)
- Selective Works On Myanmar History, Culture, Archaeology And Literature After Independence—Biographies. Col. Ba Shin (1914 - 1970)
- Bohmu Ba Shin 1914-1970, by Nai Pan Hla © 1971 Artibus Asiae [Publishers.https://www.jstor.org/pss/3249771]
- The World-Wide Web Virtual Library. Online Burma/Myanmar library